# Waiting for the Moon (film)
Pour plus de détails, voir Fiche technique et Distribution.
Waiting for the Moon est un film britannique réalisé par Jill Godmilow, sorti en 1987.

## Synopsis
Dans les années 1930, la vie d'Alice B. Toklas et Gertrude Stein.

## Fiche technique
- Titre : Waiting for the Moon
- Réalisation : Jill Godmilow
- Scénario : Jill Godmilow et Mark Magill
- Musique : Michael Sahl
- Photographie : André Neau
- Montage : Georges Klotz
- Production : Sandra Schulberg
- Société de production : American Playhouse Theatrical Films, New Front Films, A.B. Films, The Laboratory for Icon & Idiom, Société Française de Production, Degeto Film et Channel Four Films
- Société de distribution : Skouras Pictures (États-Unis)
- Pays :  États-Unis,  Royaume-Uni,  France et  Allemagne de l'Ouest
- Genre : comédie dramatique et romance
- Durée : 88 minutes
- Dates de sortie : 
  -  Royaume-Uni : janvier 1987

## Distribution
- Linda Hunt : Alice B. Toklas
- Linda Bassett : Gertrude Stein
- Jacques Boudet : Guillaume Apollinaire
- Andrew McCarthy : Henry Hopper
- Bernadette Lafont : Fernande Olivier
- Adolfo Vargas : la voix de Pablo Picasso
- Daniel Langlet : M. Thiele
- Michèle Gleizer : Mme. Thiele
- Bruce McGill : Ernest Hemingway
- Liliane Rovère : la dame du bordel
- Brigitte Bellac : la prostituée
- Jean Achache : le médecin
- Mauricette Laurence : Hélène
- Catherine Dubuc : Pauline

## Distinctions
Le film reçoit ex aequo le Grand prix du jury au festival du film de Sundance 1987.